# Duża Kujawa
Duża Kujawa is een plaats in het Poolse district  Golubsko-dobrzyński, woiwodschap Koejavië-Pommeren. De plaats maakt deel uit van de gemeente Golub-Dobrzyń en telt 130 inwoners.